# Acnemia vockerothi
Acnemia vockerothi är en tvåvingeart som beskrevs av Zaitzev 1989. Acnemia vockerothi ingår i släktet Acnemia och familjen svampmyggor.
Artens utbredningsområde är Kalifornien. Inga underarter finns listade i Catalogue of Life.